# بروس هاميلتون (موظف مدني)
بروس هاميلتون (بالإنجليزية: Bruce Hamilton)‏ هو موظف مدني أسترالي، ولد في 4 يوليو 1911، وتوفي في 12 يونيو 1989.